# دافور ۱۹۶۱

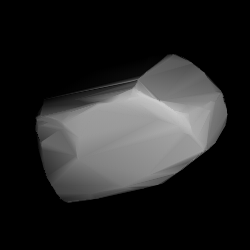
مدل شکل محدب سه بعدی Dufour 1961، محاسبه شده با استفاده از تکنیک های وارونگی منحنی نور.

سیارک ۱۹۶۱ (به انگلیسی: 1961 Dufour، نامگذاری:1973WA) هزار و نهصد و شصت و یکمین سیارک کشف شده‌است که در ۱۹ نوامبر ۱۹۷۳ کشف شد.
قدر مطلق سیارک برابر ۱۰٫۶۰ است.